# Puccinia cancellata
Puccinia cancellata är en svampart som först beskrevs av Durieu & Mont., och fick sitt nu gällande namn av Sacc. & Roum. 1881. Puccinia cancellata ingår i släktet Puccinia och familjen Pucciniaceae.   Inga underarter finns listade i Catalogue of Life.